# Даку, Мирлинд
Мирлинд Даку (алб. Mirlind Daku; род. 1 января 1998, Гнилане, Косово и Метохия) — косоварский и албанский футболист, нападающий российского клуба «Рубин» и сборной Албании. Участник чемпионата Европы 2024.

## Карьера

### Клубная карьера
Даку начинал карьеру в клубе «Хайвалия». В 2017 году он перешел в «Лапи» и в сезоне 2017/2018 забил 17 голов в чемпионате Косова, став лучшим бомбардиром турнира. Ещё тремя мячами форвард отличился в кубке страны. Результативность Мирлинда привлекла внимание к нему «Осиека», и в 2018 году Даку пополнил ряды хорватской команды. Сумма трансфера составила около 60 тысяч евро. Дебютный сезон нападающий провёл в фарм-клубе, а позже был отдан в аренду в «Кукеси», где из-за высокой конкуренции нерегулярно появлялся на поле и забил всего 1 гол за 12 игр. Затем Даку отправился в аренду в косоварский «Балкани». Здесь он забил 31 мяч за 35 матчей. По завершении аренды вернулся в «Осиек» и в первой половине сезона 2021/22 принял участие в 15 встречах, забив в них 4 гола. В феврале 2022 года форвард был отдан в очередную аренду, на этот раз — в словенскую «Муру». Летом соглашение было продлено ещё на один сезон. В словенской команде Даку стал игроком основного состава и отличился в общей сложности 23 раза в поединках чемпионата, кубка и Лиги конференций.
В июле 2023 года Даку перешёл в российский «Рубин», подписав трёхлетний контракт. Сумма трансфера составила 1,5 миллиона евро. 22 июля в первом туре чемпионата России в матче против московского «Локомотива» (2:2) уже на третьей минуте открыл счёт, а во втором тайме отдал голевой пас на Джоэля Фамейе; был признан лучшим её игроком. В осенней части чемпионата Мирлинд забил ещё 3 гола. После зимнего перерыва результативность нападающего возросла: он забил 7 голов. В выездном матче против «Зенита» Даку отметился забитым мячом и результативной передачей, а «Рубин» победил со счётом 2:0. 6 мая 2024 года в игре против ЦСКА он сравнял счёт на 92-й минуте, принеся этим своей команде ничью, и был признан лучшим игроком встречи. Выступления нападающего высоко оценивались экспертами, при этом отмечались как его умение вести борьбу, так и хорошую технику и дриблинг. Олег Иванов назвал Мирлинда главным открытием чемпионата России. Всего в первом сезоне за «Рубин» Даку провёл в РПЛ 28 матчей, забил 10 голов и отдал 4 голевые передачи. Во втором сезоне в «Рубине» забил 15 мячей в 26 матчах чемпионата России и стал вторым бомбардиром турнира.

### Карьера в сборной
Даку провёл 12 матчей за молодёжную сборную Косова в период с 2017 по 2020 год. 11 ноября 2020 года он дебютировал за основную сборную страны, выйдя на замену в концовке игры против Албании.
В июне 2023 года Даку, к тому моменту выступавший за сборную Косова только в товарищеских матчах, получил албанское гражданство, что дало ему право претендовать на место в сборной страны.
Осенью 2023 года Даку принял решение выступать за албанцев, приняв вызов на встречи отбора к Евро-2024 от главного тренера Силвиньо. 7 сентября 2023 года в матче против Чехии он дебютировал за сборную, а 10 сентября забил первый гол за национальную команду, поразив ворота сборной Польши в важной игре в контексте выхода на чемпионат Европы. Албания заслужила право выступить в Германии. Даку был вызван для участия в турнире. В первом матче против Италии он остался на скамейке запасных, а в игре второго тура против Хорватии вышел в концовке встречи при счёте 1:2 в пользу соперников для усиления атаки. Албанцы смогли сравнять счёт в добавленное время. После окончания встречи Даку, находясь рядом с трибуной болельщиков Албании, выкрикивал в мегафон оскорбительные кричалки в адрес сербов и македонцев. Позже он извинился за своё поведение, но всё равно был дисквалифицирован УЕФА на два матча.

## Статистика выступлений

### Клубная статистика
| Выступление      | Выступление      | Выступление      | Лига | Лига | Кубки | Кубки | Конт.кубки | Конт.кубки | Другие | Другие | Итого | Итого |
| Клуб             | Лига             | Сезон            | Игры | Голы | Игры  | Голы  | Игры       | Голы       | Игры   | Голы   | Игры  | Голы  |
| ---------------- | ---------------- | ---------------- | ---- | ---- | ----- | ----- | ---------- | ---------- | ------ | ------ | ----- | ----- |
| Хайвалия         | Суперлига        | 2016/17          | 3    | 0    | —     | —     | —          | —          | —      | —      | 3     | 0     |
| Хайвалия         | Итого            | Итого            | 3    | 0    | —     | —     | —          | —          | —      | —      | 3     | 0     |
| Лапи             | Суперлига        | 2016/17          | 14   | 6    | 4     | 1     | —          | —          | —      | —      | 18    | 7     |
| Лапи             | Суперлига        | 2017/18          | 30   | 17   | 3     | 3     | —          | —          | —      | —      | 33    | 20    |
| Лапи             | Итого            | Итого            | 44   | 23   | 7     | 4     | —          | —          | —      | —      | 51    | 27    |
| → Осиек II       | Вторая лига      | 2018/19          | 15   | 2    | —     | —     | —          | —          | —      | —      | 15    | 2     |
| → Осиек II       | Итого            | Итого            | 15   | 2    | —     | —     | —          | —          | —      | —      | 15    | 2     |
| → Кукеси         | Суперлига        | 2019/20          | 13   | 1    | 2     | 2     | —          | —          | 1      | 0      | 16    | 3     |
| → Кукеси         | Итого            | Итого            | 13   | 1    | 2     | 2     | —          | —          | 1      | 0      | 16    | 3     |
| → Балкани        | Суперлига        | 2019/20          | 7    | 4    | 3     | 1     | —          | —          | —      | —      | 10    | 5     |
| → Балкани        | Суперлига        | 2020/21          | 34   | 31   | 1     | 0     | —          | —          | —      | —      | 35    | 31    |
| → Балкани        | Итого            | Итого            | 41   | 35   | 4     | 1     | —          | —          | —      | —      | 45    | 36    |
| Осиек            | Первая лига      | 2021/22          | 12   | 3    | 3     | 1     | 1          | 0          | —      | —      | 16    | 4     |
| Осиек            | Итого            | Итого            | 12   | 3    | 3     | 1     | 1          | 0          | —      | —      | 16    | 4     |
| → Мура           | Первая лига      | 2021/22          | 16   | 5    | 0     | 0     | —          | —          | —      | —      | 16    | 5     |
| → Мура           | Первая лига      | 2022/23          | 33   | 19   | 1     | 1     | 3          | 2          | —      | —      | 37    | 22    |
| → Мура           | Итого            | Итого            | 49   | 24   | 1     | 1     | 3          | 2          | —      | —      | 53    | 27    |
| Рубин            | Премьер-лига     | 2023/24          | 28   | 10   | 5     | 0     | —          | —          | —      | —      | 33    | 10    |
| Рубин            | Премьер-лига     | 2024/25          | 26   | 15   | 3     | 0     | —          | —          | —      | —      | 29    | 15    |
| Рубин            | Итого            | Итого            | 54   | 25   | 8     | 0     | —          | —          | —      | —      | 62    | 25    |
| Всего за карьеру | Всего за карьеру | Всего за карьеру | 231  | 113  | 25    | 9     | 4          | 2          | 1      | 0      | 261   | 124   |

### Матчи за сборные
| Матчи и голы Мирлинда Даку за сборную Косова | Матчи и голы Мирлинда Даку за сборную Косова | Матчи и голы Мирлинда Даку за сборную Косова | Матчи и голы Мирлинда Даку за сборную Косова | Матчи и голы Мирлинда Даку за сборную Косова | Матчи и голы Мирлинда Даку за сборную Косова | Матчи и голы Мирлинда Даку за сборную Косова |
| №                                            | Дата                                         | Оппонент                                     | Счёт                                         | Голы                                         | Турнир                                       |                                              |
| -------------------------------------------- | -------------------------------------------- | -------------------------------------------- | -------------------------------------------- | -------------------------------------------- | -------------------------------------------- | -------------------------------------------- |
| 1                                            | 11 ноября 2020                               | Албания                                      | 1:2                                          | —                                            | Товарищеский матч                            |                                              |
| 2                                            | 1 июня 2021                                  | Сан-Марино                                   | 4:1                                          | —                                            | Товарищеский матч                            |                                              |
| 3                                            | 4 июня 2021                                  | Мальта                                       | 2:1                                          | —                                            | Товарищеский матч                            |                                              |
| 4                                            | 8 июня 2021                                  | Гвинея                                       | 1:2                                          | —                                            | Товарищеский матч                            |                                              |
| 5                                            | 11 июня 2021                                 | Гамбия                                       | 1:0                                          | —                                            | Товарищеский матч                            |                                              |

Итого: 5 матчей / 0 голов; 3 победы, 2 поражения.
| Матчи и голы Мирлинда Даку за сборную Албании | Матчи и голы Мирлинда Даку за сборную Албании | Матчи и голы Мирлинда Даку за сборную Албании | Матчи и голы Мирлинда Даку за сборную Албании | Матчи и голы Мирлинда Даку за сборную Албании | Матчи и голы Мирлинда Даку за сборную Албании | Матчи и голы Мирлинда Даку за сборную Албании |
| №                                             | Дата                                          | Оппонент                                      | Счёт                                          | Голы                                          | Турнир                                        |                                               |
| --------------------------------------------- | --------------------------------------------- | --------------------------------------------- | --------------------------------------------- | --------------------------------------------- | --------------------------------------------- | --------------------------------------------- |
| 1                                             | 7 сентября 2023                               | Чехия                                         | 1:1                                           | —                                             | Отборочные матчи ЧЕ-2024                      |                                               |
| 2                                             | 10 сентября 2023                              | Польша                                        | 2:0                                           | 1                                             | Отборочные матчи ЧЕ-2024                      |                                               |
| 3                                             | 12 октября 2023                               | Чехия                                         | 3:0                                           | —                                             | Отборочные матчи ЧЕ-2024                      |                                               |
| 4                                             | 17 ноября 2023                                | Молдова                                       | 1:1                                           | —                                             | Отборочные матчи ЧЕ-2024                      |                                               |
| 5                                             | 20 ноября 2023                                | Фарерские острова                             | 0:0                                           | —                                             | Отборочные матчи ЧЕ-2024                      |                                               |
| 6                                             | 19 июня 2024                                  | Хорватия                                      | 2:2                                           | —                                             | ЧЕ-2024. Групповой этап                       |                                               |
| 7                                             | 11 октября 2024                               | Чехия                                         | 0:2                                           | —                                             | Лига наций УЕФА 2024/2025 (Лига В)            |                                               |
| 8                                             | 14 октября 2024                               | Грузия                                        | 1:0                                           | —                                             | Лига наций УЕФА 2024/2025 (Лига В)            |                                               |
| 9                                             | 19 ноября 2024                                | Украина                                       | 1:2                                           | —                                             | Лига наций УЕФА 2024/2025 (Лига В)            |                                               |
| 10                                            | 7 июня 2025                                   | Сербия                                        | 0:0                                           | —                                             | Отборочные матчи ЧМ-2026                      |                                               |
| 11                                            | 10 июня 2025                                  | Латвия                                        | 1:1                                           | —                                             | Отборочные матчи ЧМ-2026                      |                                               |

Итого: 11 матчей / 1 гол; 3 победы, 6 ничьих, 2 поражения.

## Личная жизнь
В интервью 2023 года Даку признался, что у него есть девушка, но до свадьбы дело пока не дошло.